# Scaphioides irazu
Espèce
Scaphioides irazu est une espèce d'araignées aranéomorphes de la famille des Oonopidae.

## Distribution
Cette espèce est endémique du Costa Rica.

## Description
La femelle mesure 1,37 mm.

## Étymologie
Son nom d'espèce lui a été donné en référence au lieu de sa découverte, le volcan Irazú.

## Publication originale
- Platnick & Dupérré, 2012 : The Caribbean goblin spider genera Scaphioides and Hortoonops (Araneae, Oonopidae), Part 1. American Museum Novitates, no 3751, p. 1-62 (texte intégral).